# 特羅布里奇帕克 (密歇根州)
特羅布里奇帕克（英語：Trowbridge Park）是位於美國密歇根州馬凱特縣馬凱特鎮區的一個普查規定居民點。

## 人口
根據2020年美國人口普查的數據，特羅布里奇帕克的面積為3.63平方千米，當中陸地面積為3.59平方千米，而水域面積為0.04平方千米。當地共有人口2287人，而人口密度為每平方千米630.03人。